# Benno Adam

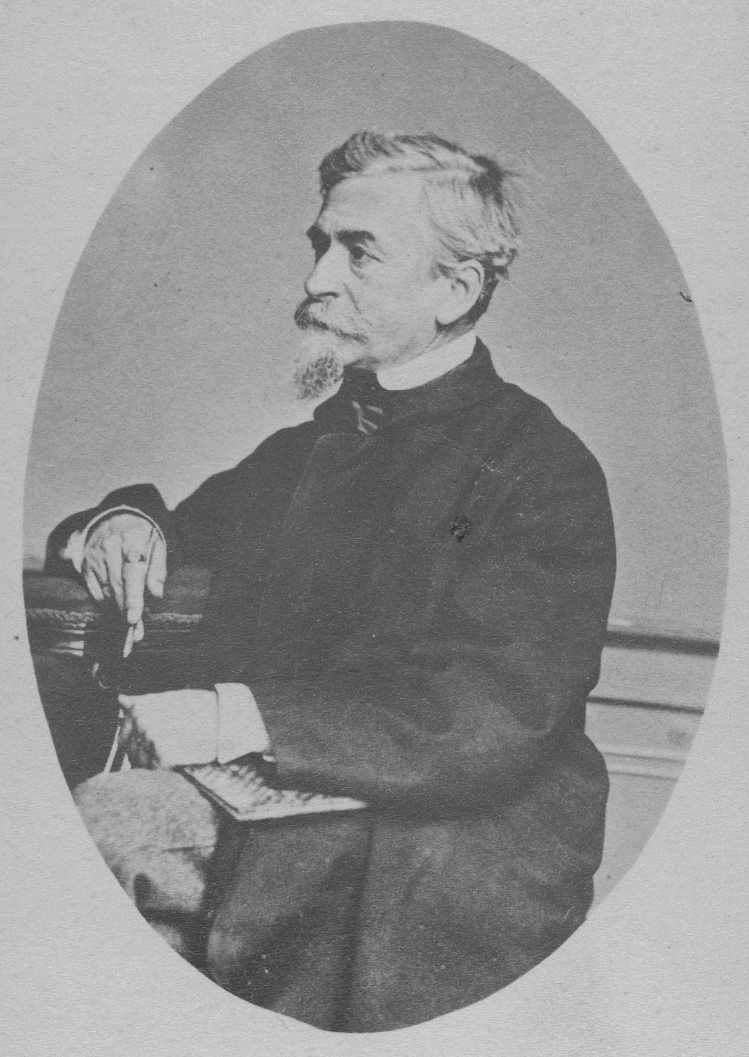
Benno Adam

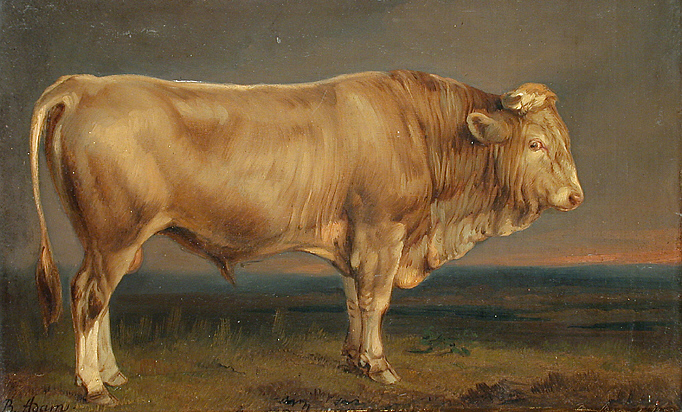
Stier

Benno Adam (München, 15 juli 1812 – Kelheim, 8 maart 1892) was een Duits kunstschilder die vooral dieren en markt- en jachttaferelen afbeeldde.
Benno Adam was de oudste zoon van de kunstschilder Albrecht Adam, bij wie hij zijn opleiding genoot, door de werken van zijn vader op steen over te zetten en doordat hij hem vaak op zijn reizen vergezelde. Doordat hij al van jongs af aan de interactie tussen dier (zowel huis- als jachtdieren) en mens kon observeren, legde hij zich ook hierop toe in zijn schilderwerken. In 1835 bracht hij al zijn eerste werken naar buiten: Ruhe am Brunnen en Viehmarkt im bayerischen Gebirge (1836). Het onderwerp uit het laatst genoemde schilderij zal nog verscheidene malen terugkeren in Adams werken. Het lukte hem vaak om de gevoelvolle en opgewekte kant van het karakter der dieren af te beelden.
Benno Adam, had een zoon, Emil Adam, die ook schilder was.
- Stuttgart Database of Scientific Illustrators 1450–1950: 110
- Gemeinsame Normdatei: 116006420
- International Standard Name Identifier: 0000 0001 2026 1134
- Library of Congress Control Number: nr89015638
- Musée national d'archéologie, d'histoire et d'art: lkl008616
- Nationale Bibliotheek van Tsjechië: xx0135184
- RKD-Nederlands Instituut voor Kunstgeschiedenis: 362
- Union List of Artist Names: 500000022
- Virtual International Authority File: 54889055
- WorldCat: E39PBJxH4BhBw93RjD6j6TmTpP